# 110 metros vallas
Los 110 metros vallas son una prueba del atletismo actual que solo se disputa en su modalidad masculina ya que en la rama femenina se disputan los 100 metros vallas.

## Historia
El origen de esta prueba se encuentra en Gran Bretaña en 1830 donde se organizó una carrera de 139 yardas en las que habían de superar 10 vallas. Posteriormente, en 1864 se fijó la distancia a recorrer en 120 yardas (109,72 metros) y la altura de las vallas en 3,5 pies (1,0667 metros), encontrándose la primera a 15 yardas (13,72 metros) de la salida y las nueve restantes a intervalos de 10 yardas (9,14 metros).
En 1888 Francia ajusta la distancia añadiendo 28 centímetros entre la última valla y la llegada con lo que quedaron fijadas definitivamente las características esenciales de la prueba.

## Récords
| Olímpico       | 12,91 | Liu Xiang           | China          | Atenas         | 27 de agosto de 2004    |
| Europeo        | 12,91 | Colin Jackson       | Reino Unido    | Stuttgart      | 20 de agosto de 1993    |
| Norteamericano | 12,80 | Aries Merritt       | Estados Unidos | Bruselas       | 7 de septiembre de 2012 |
| Africano       | 13,24 | Lehann Fourie       | Sudáfrica      | Bruselas       | 7 de septiembre de 2012 |
| Asiático       | 12,88 | Liu Xiang           | China          | Lausana        | 11 de julio de 2006     |
| Oceánico       | 13,29 | Kyle Vander Kuyp    | Australia      | Gotemburgo     | 11 de agosto de 1995    |
| Sudamericano   | 13,18 | Gabriel Constantino | Brasil         | Székesfehérvár | 9 de julio de 2019      |

## Evolución del récord mundial
- Era de cronometraje electrónico desde 1977[1].

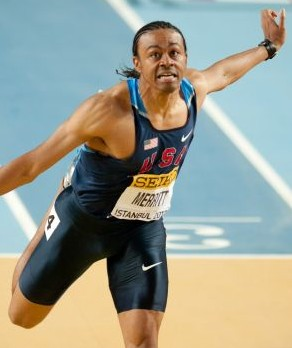
Aries Merritt, actual plusmarquista desde 2012.

| Tiempo | Viento (m/s) | Atleta            | Nacionalidad   | Lugar               | Fecha                   |
| ------ | ------------ | ----------------- | -------------- | ------------------- | ----------------------- |
| 13"24  | 0,0          | Rod Milburn       | Estados Unidos | Múnich, RFA         | 7 de septiembre de 1972 |
| 13"21  | 0,6          | Alejandro Casañas | Cuba           | Sofía, Bulgaria     | 21 de agosto de 1977    |
| 13"16  | 1,7          | Renaldo Nehemiah  | Estados Unidos | San José, EUA       | 14 de abril de 1979     |
| 13"00  | 0,9          | Renaldo Nehemiah  | Estados Unidos | Westwood, EUA       | 6 de mayo de 1979       |
| 12"93  | -0,2         | Renaldo Nehemiah  | Estados Unidos | Zúrich, Suiza       | 19 de agosto de 1981    |
| 12"92  | -0,1         | Roger Kingdom     | Estados Unidos | Zúrich, Suiza       | 16 de agosto de 1989    |
| 12"91  | 0,5          | Colin Jackson     | Reino Unido    | Stuttgart, Alemania | 20 de agosto de 1993    |
| 12"91  | 0,3          | Liu Xiang         | China          | Atenas, Grecia      | 27 de agosto de 2004    |
| 12"88  | 1,1          | Liu Xiang         | China          | Lausanna, Suiza     | 11 de julio de 2006     |
| 12"87  | 0,9          | Dayron Robles     | Cuba           | Ostrava, Rep.Checa  | 12 de junio de 2008     |
| 12"80  | 0,3          | Aries Merritt     | Estados Unidos | Bruselas, Bélgica   | 7 de septiembre de 2012 |

## Atletas con mejores marcas mundiales
Actualizado a junio de 2022
| Ranking | Marca (s) | Atleta                  | País           | Fecha                    | Lugar          |
| ------- | --------- | ----------------------- | -------------- | ------------------------ | -------------- |
| 1       | 12,80     | Aries Merritt           | Estados Unidos | 7 de septiembre de 2012  | Bruselas       |
| 2       | 12.81     | Grant Holloway          | Estados Unidos | 26 de junio de 2021      | Eugene         |
| 3       | 12,84     | Devon Allen             | Estados Unidos | 12 de junio de 2022      | Nueva York     |
| 4       | 12,87     | Dayron Robles           | Cuba           | 12 de junio de 2008      | Ostrava        |
| 5       | 12.88     | Liu Xiang               | China          | 11 de julio de 2006      | Lausanne       |
| 6       | 12,89     | David Oliver            | Estados Unidos | 16 de julio de 2010      | París          |
| 7       | 12.90     | Dominique Arnold        | Estados Unidos | 11 de julio de 2006      | Lausana        |
| 7       | 12.90     | Omar McLeod             | Jamaica        | 24 de junio de 2017      | Kingston       |
| 8       | 12,91     | Colin Jackson           | Reino Unido    | 20 de agosto de 1995     | Stuttgart      |
| 9       | 12,92     | Roger Kingdom           | Estados Unidos | 16 de agosto de 1989     | Zúrich         |
| 9       | 12,92     | Allen Johnson           | Estados Unidos | 23 de junio de 1996      | Atlanta        |
| 9       | 12,92     | Sergey Shubenkov        | Rusia          | 2 de julio de 2018       | Székesfehérvár |
| 10      | 12,93     | Renaldo Nehemiah        | Estados Unidos | 19 de agosto de 1981     | Zúrich         |
| 11      | 12.94     | Jack Pierce             | Estados Unidos | 22 de junio de 1996      | Atlanta        |
| 11      | 12.94     | Hansle Parchment        | Jamaica        | 6 de julio de 2014       | París          |
| 11      | 12.94     | Orlando Ortega          | Cuba           | 4 de julio de 2015       | Saint-Denis    |
| 12      | 12.95     | Terrence Trammell       | Estados Unidos | 2 de junio de 2007       | New York       |
| 12      | 12.95     | Pascal Martinot-Lagarde | Francia        | 18 de julio de 2014      | Mónaco         |
| 13      | 12.97     | Ladji Doucouré          | Francia        | 15 de julio de 2005      | Angers         |
| 14      | 12.98     | Mark Crear              | Estados Unidos | 5 de julio de 1999       | Zagreb         |
| 14      | 12.98     | Jason Richardson        | Estados Unidos | 30 de junio de 2012      | Eugene         |
| 15      | 12.99     | Ronnie Ash              | Estados Unidos | 29 de junio de 2014      | Sacramento     |
| 16      | 13.00     | Tony Jarrett            | Reino Unido    | 20 de agosto de 1993     | Stuttgart      |
| 16      | 13.00     | Anier Garcia            | Cuba           | 25 de septiembre de 2000 | Sídney         |
| 16      | 13.00     | Daniel Roberts          | Estados Unidos | 7 de junio de 2019       | Austin         |
| 17      | 13.01     | Larry Wade              | Estados Unidos | 2 de julio de 1999       | Lausanne       |

## Campeones olímpicos
Detalles ver Anexo:Medallistas olímpicos en atletismo (110 metros vallas masculinos).
| Edición             | Oro                                          | Plata                              | Bronce                              |
| ------------------- | -------------------------------------------- | ---------------------------------- | ----------------------------------- |
| Atenas 1896         | Thomas Curtis (17,6) · Estados Unidos        | Grantley Goulding · Reino Unido    | medalla no otorgada                 |
| París 1900          | Alvin Kraenzlein (15,4) · Estados Unidos     | John McLean · Estados Unidos       | Frederick Moloney · Estados Unidos  |
| Saint Louis 1904    | Frederick Schule (16,0) · Estados Unidos     | Thaddeus Shideler · Estados Unidos | Lesley Ashburner · Estados Unidos   |
| Londres 1908        | Forrest Smithson (15,0) · Estados Unidos     | John Garrels · Estados Unidos      | Arthur Shaw · Estados Unidos        |
| Estocolmo 1912      | Frederick Kelly (15,1) · Estados Unidos      | James Wendell · Estados Unidos     | Martin Hawkins · Estados Unidos     |
| Amberes 1920        | Earl Thomson (14,8) · Canadá                 | Harold Barron · Estados Unidos     | Frederic Murray · Estados Unidos    |
| París 1924          | Daniel Kinsey (15,0) · Estados Unidos        | Sydney Atkinson · Sudáfrica        | Sten Pettersson · Suecia            |
| Ámsterdam 1928      | Sydney Atkinson (14,8) · Sudáfrica           | Steve Anderson · Estados Unidos    | John Collier · Estados Unidos       |
| Los Ángeles 1932    | George Saling (14,6) · Estados Unidos        | Percy Beard · Estados Unidos       | Donald Finlay · Reino Unido         |
| Berlín 1936         | Forrest Towns (14,2) · Estados Unidos        | Donald Finlay · Reino Unido        | Frederick Pollard · Estados Unidos  |
| Londres 1948        | William Porter (13,9) · Estados Unidos       | Clyde Scott · Estados Unidos       | Craig Dixon · Estados Unidos        |
| Helsinki 1952       | Harrison Dillard (13,7) · Estados Unidos     | Jack Davis · Estados Unidos        | Arthur Barnard · Estados Unidos     |
| Melbourne 1956      | Lee Calhoun (13,5) · Estados Unidos          | Jack Davis · Estados Unidos        | Joel Shankle · Estados Unidos       |
| Roma 1960           | Lee Calhoun (13,8) · Estados Unidos          | Willie May · Estados Unidos        | Hayes Jones · Estados Unidos        |
| Tokio 1964          | Hayes Jones (13,6) · Estados Unidos          | Blaine Lindgren · Estados Unidos   | Anatoly Mikhailov · Unión Soviética |
| México 1968         | Willie Davenport (13,33) · Estados Unidos    | Ervin Hall · Estados Unidos        | Eddy Ottoz · Italia                 |
| Múnich 1972         | Rod Milburn (13,24) · Estados Unidos         | Guy Drut · Francia                 | Thomas Hill · Estados Unidos        |
| Montreal 1976       | Guy Drut (13,30) · Francia                   | Alejandro Casañas · Cuba           | Willie Davenport · Estados Unidos   |
| Moscú 1980          | Thomas Munkelt (13,39) · Alemania Oriental   | Alejandro Casañas · Cuba           | Aleksandr Puchkov · Unión Soviética |
| Los Ángeles 1984    | Roger Kingdom (13,20) · Estados Unidos       | Greg Foster · Estados Unidos       | Arto Bryggare · Finlandia           |
| Seúl 1988           | Roger Kingdom (12,98) · Estados Unidos       | Colin Jackson · Reino Unido        | Anthony Campbell · Estados Unidos   |
| Barcelona 1992      | Mark McKoy (13,12) · Canadá                  | Tony Dees · Estados Unidos         | Jack Pierce · Estados Unidos        |
| Atlanta 1996        | Allen Johnson (12,95) · Estados Unidos       | Mark Crear · Estados Unidos        | Florian Schwarthoff · Alemania      |
| Sídney 2000         | Anier García (13,00) · Cuba                  | Terrence Trammell · Estados Unidos | Mark Crear · Estados Unidos         |
| Atenas 2004         | Liu Xiang (12,91 ) · República Popular China | Terrence Trammell · Estados Unidos | Anier García · Cuba                 |
| Pekín 2008          | Dayron Robles (12,93) · Cuba                 | David Payne · Estados Unidos       | David Oliver · Estados Unidos       |
| Londres 2012        | Aries Merritt (12,92) · Estados Unidos       | Jason Richardson · Estados Unidos  | Hansle Parchment · Jamaica          |
| Río de Janeiro 2016 | Omar McLeod (13,05) · Jamaica                | Orlando Ortega · España            | Dimitri Bascou · Francia            |
| Tokio 2020          | Hansle Parchment (13,04) · Jamaica           | Grant Holloway · Estados Unidos    | Ronald Levy · Jamaica               |
| París 2024          | Grant Holloway (12,99) · Estados Unidos      | Daniel Roberts · Estados Unidos    | Rasheed Broadbell · Jamaica         |

## Campeones mundiales
- Ganadores en el Campeonato Mundial de Atletismo.

| Edición         | Oro              | Plata             | Bronce                                 |
| --------------- | ---------------- | ----------------- | -------------------------------------- |
| Helsinki 1983   | Greg Foster      | Arto Bryggare     | Willie Gault                           |
| Roma 1987       | Greg Foster      | Jon Ridgeon       | Colin Jackson                          |
| Tokio 1991      | Greg Foster      | Jack Pierce       | Tony Jarrett                           |
| Stuttgart 1993  | Colin Jackson    | Tony Jarrett      | Jack Pierce                            |
| Gotemburgo 1995 | Allen Johnson    | Tony Jarrett      | Roger Kingdom                          |
| Atenas 1997     | Allen Johnson    | Colin Jackson     | Igor Kováč                             |
| Sevilla 1999    | Colin Jackson    | Anier García      | Duane Ross                             |
| Edmonton 2001   | Allen Johnson    | Anier García      | Dudley Dorival                         |
| París 2003      | Allen Johnson    | Terrence Trammell | Liu Xiang                              |
| Helsinki 2005   | Ladji Doucouré   | Liu Xiang         | Allen Johnson                          |
| Osaka 2007      | Liu Xiang        | Terrence Trammell | David Payne                            |
| Berlín 2009     | Ryan Brathwaite  | Terrence Trammell | David Payne                            |
| Daegu 2011      | Jason Richardson | Liu Xiang         | Andy Turner                            |
| Moscú 2013      | David Oliver     | Ryan Wilson       | Sergey Shubenkov                       |
| Pekín 2015      | Sergey Shubenkov | Hansle Parchment  | Aries Merritt                          |
| Londres 2017    | Omar McLeod      | Sergey Shubenkov  | Balázs Baji                            |
| Doha 2019       | Grant Holloway   | Serguei Shubenkov | Pascal Martinot-Lagarde Orlando Ortega |
| Eugene 2022     | Grant Holloway   | Trey Cunningham   | Asier Martínez                         |
| Budapest 2023   | Grant Holloway   | Hansle Parchment  | Daniel Roberts                         |

## Mejores tiempos por temporada
| Año  | Tiempo | Atleta                        | Lugar                                          |
| ---- | ------ | ----------------------------- | ---------------------------------------------- |
| 1966 | 13.47  | Willie Davenport              | New York, EUA                                  |
| 1967 | 13.43  | Earl McCullouch               | Minneapolis, EUA                               |
| 1968 | 13.33  | Willie Davenport              | Ciudad de México, México                       |
| 1969 | 13.45  | Willie Davenport Leon Coleman | Miami, EUA                                     |
| 1970 | 13.42  | Thomas Hill                   | Bakersfield, EUA                               |
| 1971 | 13.46  | Rod Milburn                   | Cali, Colombia                                 |
| 1972 | 13.24  | Rod Milburn                   | Múnich, Alemania                               |
| 1973 | 13.41  | Rod Milburn                   | Zúrich, Suiza                                  |
| 1974 | 13.40  | Guy Drut                      | Roma, Italia                                   |
| 1975 | 13.28  | Guy Drut                      | Saint-Étienne, Francia                         |
| 1976 | 13.30  | Guy Drut                      | Montreal, Canadá                               |
| 1977 | 13.21  | Alejandro Casañas             | Sofía, Bulgaria                                |
| 1978 | 13.22  | Greg Foster                   | Eugene, Estados Unidos                         |
| 1979 | 13.00  | Renaldo Nehemiah              | Westwood, Estados Unidos                       |
| 1980 | 13.21  | Renaldo Nehemiah              | Zúrich, Suiza                                  |
| 1981 | 12.93  | Renaldo Nehemiah              | Zúrich, Suiza                                  |
| 1982 | 13.22  | Greg Foster                   | Coblenza, Alemania                             |
| 1983 | 13.11  | Greg Foster                   | Westwood, EUA                                  |
| 1984 | 13.15  | Greg Foster                   | Zúrich, Suiza                                  |
| 1985 | 13.14  | Roger Kingdom                 | Modesto, EUA                                   |
| 1986 | 13.20  | Stéphane Caristan             | Stuttgart, Alemania                            |
| 1987 | 13.17  | Greg Foster                   | Lausanne, Suiza                                |
| 1988 | 12.97  | Roger Kingdom                 | Sestriere, Italia                              |
| 1989 | 12.92  | Roger Kingdom                 | Zúrich, Suiza                                  |
| 1990 | 13.08  | Colin Jackson                 | Auckland, Nueva Zelandia                       |
| 1991 | 13.05  | Tony Dees                     | Vigo, España                                   |
| 1992 | 13.04  | Colin Jackson                 | Colonia, Alemania                              |
| 1993 | 12.91  | Colin Jackson                 | Stuttgart, Alemania                            |
| 1994 | 12.98  | Colin Jackson                 | Tokio, Japón                                   |
| 1995 | 12.98  | Allen Johnson                 | Colonia, Alemania                              |
| 1996 | 12.92  | Allen Johnson                 | Atlanta, EUA                                   |
| 1997 | 12.93  | Allen Johnson                 | Atenas, Grecia                                 |
| 1998 | 12.98  | Allen Johnson                 | Zúrich, Suiza                                  |
| 1999 | 12.98  | Mark Crear                    | Zagreb, Croacia                                |
| 2000 | 12.97  | Allen Johnson                 | Sacramento, Estados Unidos                     |
| 2001 | 13.04  | Allen Johnson                 | Edmonton, Canadá                               |
| 2002 | 13.03  | Anier García                  | Lausanne, Suiza                                |
| 2003 | 12.97  | Allen Johnson                 | Saint-Denis, Francia                           |
| 2004 | 12.91  | Liu Xiang                     | Atenas, Grecia                                 |
| 2005 | 12.97  | Ladji Doucouré                | Angers, Francia                                |
| 2006 | 12.88  | Liu Xiang                     | Lausanne, Suiza                                |
| 2007 | 12.92  | Liu Xiang Dayron Robles       | Nueva York, Estados Unidos Stuttgart, Alemania |
| 2008 | 12.87  | Dayron Robles                 | Ostrava, República Checa                       |
| 2009 | 13.04  | Dayron Robles                 | Ostrava, República Checa                       |
| 2010 | 12.89  | David Oliver                  | Saint-Denis, Francia                           |
| 2011 | 12.94  | David Oliver                  | Eugene, EUA                                    |
| 2012 | 12.80  | Aries Merritt                 | Bruselas, Bélgica                              |
| 2013 | 13.00  | David Oliver                  | Moscú, Rusia                                   |
| 2014 | 12.94  | Hansle Parchment              | París, Francia                                 |
| 2015 | 12.94  | Orlando Ortega                | Saint-Denis, Francia                           |
| 2016 | 12.98  | Omar McLeod                   | Shanghái, China                                |
| 2017 | 12.90  | Omar McLeod                   | Kingston, Jamaica                              |
| 2018 | 12.92  | Sergey Shubenkov              | Székesfehérvár, Hungría                        |
| 2019 | 12.98  | Grant Holloway                | Austin, EUA                                    |
| 2020 | 13.11  | Orlando Ortega                | Mónaco                                         |
| 2021 | 12.81  | Grant Holloway                | Eugene, EUA                                    |
| 2022 | 12.84  | Devon Allen                   | New York City, EUA                             |
| 2023 | 12.93  | Hansle Parchment              | Eugene, EUA                                    |